# Серафим (Сторхейм)
Мона́х Серафи́м (в миру Ке́ннет Уи́льям Сто́рхейм, англ. Kenneth William Storheim; 25 января 1946, Эдмонтон, Альберта, Канада) — лишённый сана епископ Православной Церкви в Америке; архиепи́скоп Оттавский и Канадский (1990—2010).

## Биография
Родился 25 января 1946 года в провинции Альберта в англиканской семье, чьи предки имели шотландское и норвежское происхождение.
В 1968 году окончил Университет провинции Альберта со степенью бакалавра искусствоведения, а в 1971 году богословскую школу в Ванкувере со степенью бакалавра богословия. В 1972 году прошёл ординацию в англиканского священника.
В 1978 году принял православие. 28 октября 1979 года архиепископом Сильвестром (Харунсом) в Мус Джо, Саскачеванe, Канада рукоположён в сан диакона, а 21 ноября 1979 года митрополитом Феодосием (Лазором) в Крествуде, (Нью-Йорк, США) — во священника.
В 1981 году окончил Свято-Владимирскую богословскую семинарию со степенью кандидата богословия.
С 30 мая 1980 по 31 января 1981 года служил православным священником в Финляндии в Ново-Валаамском монастыре, с 1981 по 1982 годы — в Канаде и с 1982 по 1983 годы — в США.
В 1983 году вернулся в Канаду. С 1984 по 1987 годы был настоятелем церкви Святой Троицы в Виннипеге (Канада) в юрисдикции Православной церкви в Америке.

### Епископское служение
3 апреля 1987 года в Свято-Тихоновском монастыре в Саут-Кэйнане, Пенсильвания, принял монашеский постриг, и 13 июня 1987 года митрополитом Феодосием (Лазором), епископом Детройтским Нафанаилом (Поппом) и епископом Борисом (Гижей), в Эдмонтоне, (Альберта, Канада) хиротонисан во епископа Эдмонтонского, викария Канадской епархии Православной церкви в Америке.
15 октября 1990 года утверждён епископом Оттавским и Канадским. Имел резиденцию при монастыре Святого Силуана Афонского в городе Спенсервиле, штат Онтарио, Канада.
В 1991 году назначен секретарём Священного синода Православной церкви в Америке.
Во время Всеамериканского Поместного собора в июле 2002 года получил относительное большинство голосов на выборах предстоятеля Православной церкви в Америке. Его имя было в числе двух кандидатов, представленных Собором Священному синоду для канонического избрания, однако Синод отдал предпочтение архиепископу Герману (Свайко).
С 2005 года член и сопредседатель Комитета по Североамериканскому православно-католическому диалогу от имени Постоянной конференции канонических православных епископов Северной Америки (SCOBA).
В 2007 году возведён в сан архиепископа. После внезапного ухода на покой митрополита Германа (Свайко) 5 сентября 2008 года был назначен управляющим Митрополичьей епархией (англ. Administrator of the Metropolitan See), в помощь архиепископу Далласскому Димитрию (Ройстеру), назначенному местоблюстителем кафедры митрополита всея Америки и Канады.
В ноябре 2008 года на Всеамериканском Поместном соборе в Питтсбурге его вновь выдвинули на пост предстоятеля Православной церкви в Америке, но он счёл нужным отозвать свою кандидатуру.
9 декабря 2008 года представлял Православную церковь в Америке на отпевании почившего патриарха Московского и всея Руси Алексия II , с которым поддерживал хорошие рабочие отношения, включая сопровождение в паломнических поездках по Америке и России.
14 января 2009 года освобождён от должности секретаря Священного синода ПЦА.

### Судебное разбирательство
В 2010 году, будучи одним из наиболее авторитетных православных архиереев Америки и Канады, Серафим был отстранён от архиепископского служения до принятия судебного решения по выдвинутым против него обвинениям. Он оказался втянутым в скандал 25-летней давности относительно предполагаемого растления двоих 10-летних подростков, в котором его обвинила общественная организация Pokrov.org и её основатель Каппи Ларсон (англ. Cappy Larson), известные активным сбором сведений о представителях православного духовенства, уличённых в подобных преступлениях. Обвинения были поддержаны межконфессиональной организацией SNAP (Survivors' Network of those Abused by Priests). По сведениям СМИ, инциденты, в которых обвинялся архиепископ, произошли во время его служения настоятелем Свято-Троицкого собора в городе Виннипеге, провинция Манитоба, в 1984—1987 годах.
20 сентября 2010 года архиепископ сложил с себя полномочия в Синоде и с 1 октября ушёл в трёхмесячный отпуск по собственному желанию. 24 ноября добровольно явился для задержания и допроса в полиции города Виннипега, после чего был отпущен до заседания суда, назначенного на январь 2011 года. По совету адвокатов архиепископ воздерживался от общения с прессой, однако адвокат Серафима Дж. Гиндин заявил о том, что его клиент считает себя невиновным. Ряд прихожан и клириков Канадской архиепископии, включая членов семьи архиепископа, развернули кампанию в Интернете по сбору средств на оплату юридических расходов архиепископа Серафима, в том числе посредством серии роликов на сайте Youtube.com. В то же время официальные представители епархии заявили об отсутствии поддержки или благословения данной кампании со стороны ПЦА.
30 ноября 2010 года решением Священного синода Православной церкви в Америке архиепископ Серафим был запрещён в священнослужении. Его полномочия по управлению Канадской епархией были переданы его викарию, епископу Квебекскому Иринею (Рошону). Одновременно ПЦА проводила собственное внутреннее расследование обвинений в отношении архиепископа.
24 января 2014 года судом в Виннипеге был признан виновным в растлении одного подростка и до времени вынесения наказания отпущен на свободу под залог в 500 канадских долларов. В июле 2014 года он был приговорён к восьми месяцам тюремного заключения. Вынося приговор, судья Кристофер Майнелла заявил: «Поведение обвиняемого было достойным сожаления и грубым злоупотреблением доверием. Сексуальное насилие нанесло непоправимую эмоциональную травму ребенку, которому сейчас 40 лет, который живёт с последствиями поведения обвиняемого по сей день и будет жить с этой эмоциональной травмой ещё долгое время после истечения срока приговора суда». Серафим не признал себя виновным и пытался доказать, что обвинение было основано на неверной интерпретации фактов и обстоятельств. 5 февраля 2015 года поданная апелляция была отклонена, а новые доказательства невиновности не были признаны важными, и Серафим был отправлен отбывать наказание в исправительный центр Хедингли. Был досрочно освобождён 7 июля 2015 года в соответствии с установленным законом и отменой всех предписанных ранее ограничений и условий.
23 октября 2015 года решением Синода Православной церкви в Америке был лишён сана. Монастырь Святого Силуана Афонского, являвшийся резиденцией бывшего архиепископа Серафима, был закрыт в 2016 году и продан частному лицу.

## Труды
- Святое Причастие в жизни православного христианина. — К.: Quo vadis, 2007.
- From the Bishop’s Desk. — Montreal: Alexander Press, 2004.
- The Bishop in the Church.
- Выступление перед студентами Университета Торонто 20 октября 2009 года.
- Проповеди.